# Christina Smith (Maskenbildnerin)
Christina Smith (* 10. Mai 1945 in New York City, New York) ist eine US-amerikanische Maskenbildnerin.

## Leben
Smith begann ihre Karriere im Filmstab 1972 beim Fernsehen mit einem Liza-Minnelli-Special. In der Folge arbeitete sie an drei Spielfilmen mit Minelli, unter anderem New York, New York. Nach einer Reihe großer Hollywoodproduktionen der 1980er Jahre wie Over the Top und Black Rain begann 1991 ihre Zusammenarbeit mit Regisseur Steven Spielberg, für den sie in den 1990er Jahren an vier Spielfilmen arbeitete; Hook, Schindlers Liste, Jurassic Park und Vergessene Welt: Jurassic Park. 1992 erhielt sie gemeinsam mit Monty Westmore und Greg Cannom für Hook ihre erste Oscar-Nominierung in der Kategorie Bestes Make-up und beste Frisuren, die Auszeichnung ging in diesem Jahr jedoch an James Camerons Science-Fiction-Film Terminator 2 – Tag der Abrechnung. Für Schindlers Liste war sie 1994 zusammen mit Judith A. Cory und Matthew Mungle erneut für den Oscar nominiert, es gewann in diesem Jahr jedoch die Komödie Mrs. Doubtfire – Das stachelige Kindermädchen. Bei den im gleichen Jahr stattfindenden BAFTA Film Awards war sie zudem für die beste Maske nominiert, wo sie der Literaturverfilmung Orlando unterlag. Smith arbeitete im Laufe ihrer Karriere unter weiteren renommierten Regisseuren wie Martin Scorsese, Ridley Scott, Clint Eastwood, Stanley Donen und Jim Jarmusch.
Smith war neben ihren Filmengagements auch für das Fernsehen tätig, hauptsächlich an Fernsehfilmen wie Ein kurzes Leben lang mit Liza Minnelli und Eine Frau besiegt die Angst mit Gena Rowlands in der Rolle der Betty Ford. Für ihr Wirken an der Miniserie King war sie 1978 für einen Primetime Emmy nominiert.

## Filmografie (Auswahl)
- 1977: New York, New York
- 1982: Flammen am Horizont (Wrong Is Right)
- 1984: Eine starke Nummer (No Small Affair)
- 1987: Over the Top
- 1989: Black Rain
- 1991: Hook
- 1993: Jurassic Park
- 1993: Schindlers Liste (Schindler’s List)
- 1997: Vergessene Welt: Jurassic Park (The Lost World: Jurassic Park)
- 1998: American History X
- 2001: Das Haus am Meer (Life as a House)
- 2004: Liebe auf Umwegen (Raising Helen)
- 2005: Der verbotene Schlüssel (The Skeleton Key)
- 2006: Seraphim Falls
- 2008: Untraceable
- 2009: Gesetz der Rache (Law Abiding Citizen)
- 2012: Der Diktator (The Dictator)
- 2012: Ted
- 2017: Liebe zu Besuch (Home Again)

## Nominierungen (Auswahl)
- 1992: Oscar-Nominierung in der Kategorie Bestes Make-up und beste Frisuren für Hook
- 1994: Oscar-Nominierung in der Kategorie Bestes Make-up und beste Frisuren für Schindlers Liste
- 1994: BAFTA-Film-Award-Nominierung in der Kategorie Beste Maske für Schindlers Liste